# Mercedes-Benz Classe CL
O Classe CL é um coupé de porte grande da Mercedes-Benz, acima da Classe CLK feito na plataforma do 
Mercedes-Benz Classe S, a sigla CL significa Coupé Leicht.

## Galeria
- Primeira geração (1992-1999)
- Segunda geração (2000-2006)
- Terceira geração (2006-2014)